# Ben Davis (Fußballspieler, 2000)
 Benjamin James Davis  (thailändisch เบนจามิน เจมส์ เดวิส, * 24. November 2000 in Phuket) ist ein thailändisch-englisch-singapurischer Fußballspieler.

## Karriere

### Verein
Der Mittelfeldspieler erlernte das Fußballspielen in den Jugendmannschaften der Singapore Sports School und wechselte von dort Anfang 2017 nach England in den Nachwuchs des FC Fulham. Von 2019 bis 2021 kam er dort auch in der Premier League 2 zum Einsatz. Anschließend wurde er an den Drittligisten Oxford United abgegeben. Dort kam er in seiner ersten Spielzeit jedoch nur zu einer Partie in der EFL Trophy gegen FC Stevenage. Im Sommer 2022 wurde Davis für eine Spielzeit an den thailändischen Erstligisten Port FC verliehen. Hier bestritt er 14 Erstligaspiele. Nach der Ausleihe kehrte er nach England zurück. Hier wurde sein Vertrag nicht verlängert. Zu Beginn der Saison 2023/24 wechselte er im Juni 2023 zum thailändischen Erstligisten Chonburi FC. Für den Klub aus Chonburi bestritt er sieben Ligaspiele. Im Januar 2024 wechselte er zum ebenfalls in der ersten Liga spielenden Uthai Thani FC. Im Januar 2025 wurde sein Vertrag um ein weiteres Jahr verlängert.

### Nationalmannschaft
Am 27. März 2018 stand der Mittelfeldspieler im Aufgebot der singapurischen A-Nationalmannschaft gegen Chinese Taipei. Bei der 0:1-Niederlage im Qualifikationsspiel zur Asienmeisterschaft wurde er jedoch nicht eingesetzt. Da er anschließend den Wehrdienst verweigerte, ist Davis nicht mehr berechtigt für Singapur zu spielen. Von 2020 bis 2022 absolvierte Davis dann 13 Partien für die thailändische U-23-Nationalmannschaft und erzielte dabei zwei Treffer. Mit der Auswahl holte er dabei die Silbermedaille bei den Südostasienspielen in Vietnam. Sein Debüt für die thailändische A-Nationalmannschaft gab er am 12. Oktober 2023 in einem Freundschaftsspiel gegen Georgien. Bei der 8:0-Niederlage im Micheil-Meschi-Stadion in Tiflis wurde er in der 74. Minute für Channarong Promsrikaew eingewechselt.